# Tappeweer
Tappeweer was rond 1500 vermoedelijk het oostelijke deel van het kerspel Woltersum.
Het St. Joannis lant to Tappeweer behoorde tot de kerk van Woltersum; het wordt vermeld in 1512.
De buurt gaf zijn naam aan het Tappeweerster zijleed, een onderdeel van het Generale Zijlvest der Drie Delfzijlen. Een andere naam daarvoor was mogelijk Ubbinga wee.
Het is niet bekend waaraan de naam Tappeweer naam ontleend is. Mogelijk betreft het een van de persoonsnamen *Tiadbo of Sjabbo met de uitgang -weer ('huis, bezit'), wellicht de aanduiding voor een verdwenen steenhuis. In 1411 werd in deze omgeving het steenhuis van Focke Ewesma verwoest, wiens nakomelingen naar Siddeburen uitweken. De boerderij aan de Kollerijweg stond in 1488 bekend als Vosham en in 1512 als Fockesham; hij was bezit van de familie Rengers.
Verwant is wellicht de buurtnaam Tjaddebornderkluft te Hellum.